# 池花科
池花科也叫沼花科或沼泽草科，共2属11种，分布在全球北温带地区，草本，种子可提炼油脂。是组成欧亚大陆北方草原和北美草原的植物成分之一。
1981年的克朗奎斯特分类法将其分入牻牛儿苗目，1998年根据基因亲缘关系分类的APG 分类法将起重新分入十字花目。